# Вальделінарес
Вальделінарес (ісп. Valdelinares) — муніципалітет в Іспанії, у складі автономної спільноти Арагон, у провінції Теруель. Населення — 116 осіб (2010).
Муніципалітет розташований на відстані близько 260 км на схід від Мадрида, 42 км на схід від міста Теруель.

## Демографія
Динаміка населення (INE ):

## Галерея зображень

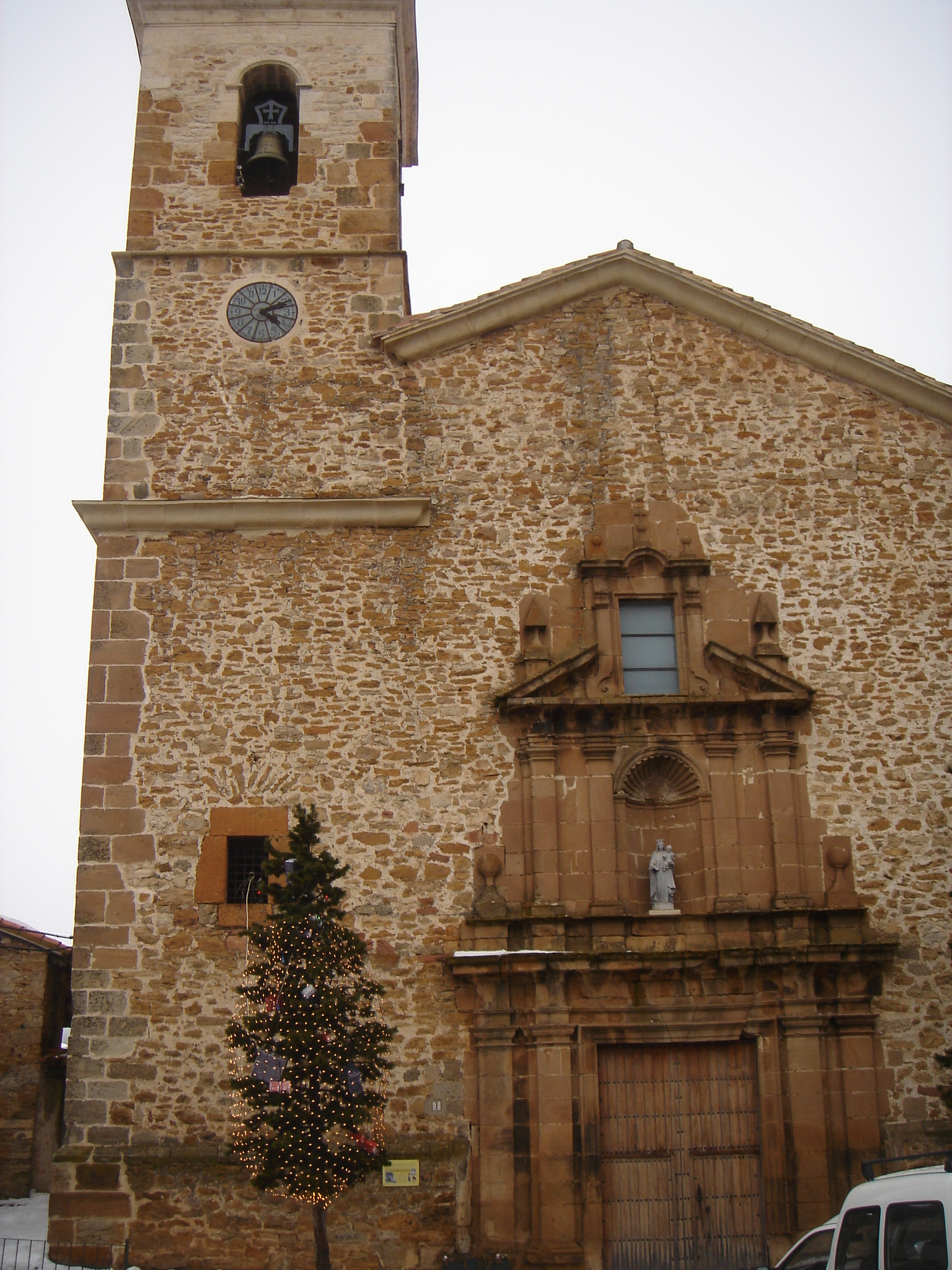
Церква у Вальделінаресі
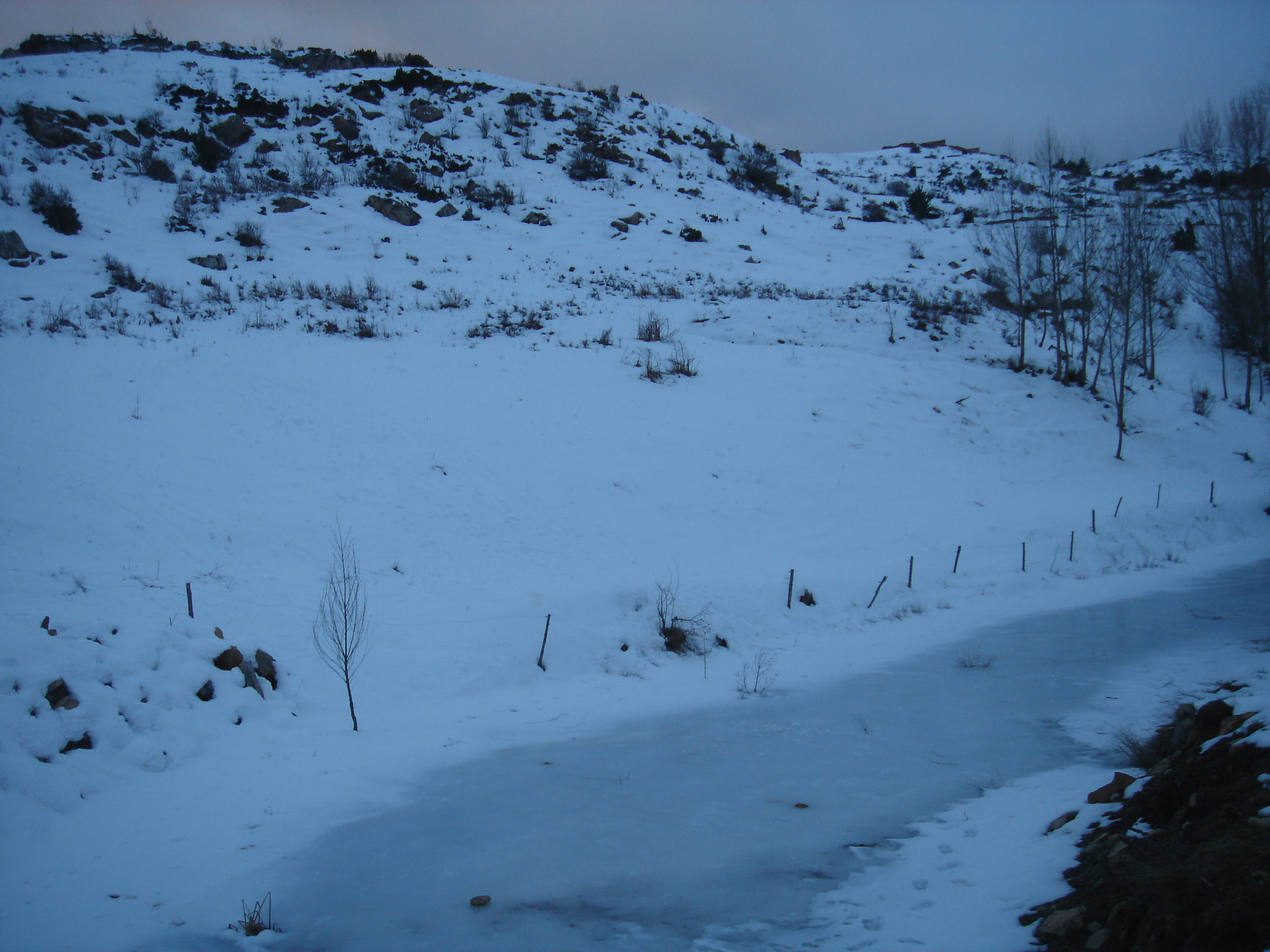
Річка Вальделінарес взимку